# Verchères
Verchères är en kommun och tätort (centre de population) i provinsen Québec i Kanada. Den ligger vid Saint Lawrencefloden i regionen Montérégie, i den sydöstra delen av landet, 190 km öster om huvudstaden Ottawa.